# Урсени (Тимиш)
Урсени (рум. Urseni) насеље је у Румунији у округу Тимиш у општини Мошница Ноуа. Oпштина се налази на надморској висини од 89 m.

## Прошлост
По "Румунској енциклопедији" место се први пут помиње 1403. године. Име му одувек означава животињу "медведа".
Медвеш је 1764. године православна парохија у Темишварском протопрезвирату. Аустријски царски ревизор Ерлер је 1774. године констатовао да место "Медвеш" припада Буковачком округу, Темишварског дистрикта. Становништво је било претежно влашко. Када је 1797. године пописан православни клир ту је један свештеник. Парох поп Јован Поповић (рукоп. 1785) служио се само румунским језиком.

## Становништво
Према подацима из 2002. године у насељу је живело 1151 становника.

### Попис2002.
| Расподела становништва по националности 2002.‍ | Расподела становништва по националности 2002.‍ | Расподела становништва по националности 2002.‍ | Расподела становништва по националности 2002.‍ | Расподела становништва по националности 2002.‍ |
| --------------------------------------------- | --------------------------------------------- | --------------------------------------------- | --------------------------------------------- | --------------------------------------------- |
|                                               |                                               |                                               |                                               |                                               |
| Румуни                                        | Румуни                                        |                                               | 950                                           | 83,0%                                         |
| Мађари                                        | Мађари                                        |                                               | 161                                           | 14,1%                                         |
| Роми                                          | Роми                                          |                                               | 24                                            | 2,1%                                          |
| Немци                                         | Немци                                         |                                               | 10                                            | 0,9%                                          |